# 센터시티 (미네소타주)

센터시티(Center City)는 미국 미네소타주 시사고군의 도시이다. 2010년 인구조사에 따르면 이 지역의 인구 수는 총 628명이다. 시사고군의 군청소재지이다.

## 역사
센터시티는 1857년에 구획되었으며 지리적 중심지 주변의 위치를 이유로 "센터시티"라는 지명이 정해졌다.
우체국은 1858년 Centre City라는 이름으로 설립되었으며 이 이름은 1893년 Center City로 변경되었다.

## 인구
| 인구조사              | 인구 | Note  | %±     |
| --------------------- | ---- | ----- | ------ |
| 1880년                | 33   |       | —      |
| 1910년                | 252  |       | —      |
| 1920년                | 285  |       | 13.1%  |
| 1930년                | 285  |       | 0.0%   |
| 1940년                | 251  |       | −11.9% |
| 1950년                | 311  |       | 23.9%  |
| 1960년                | 293  |       | −5.8%  |
| 1970년                | 324  |       | 10.6%  |
| 1980년                | 458  |       | 41.4%  |
| 1990년                | 451  |       | −1.5%  |
| 2000년                | 582  |       | 29.0%  |
| 2010년                | 628  |       | 7.9%   |
| 2019 (추산)           | 664  | [ 5 ] | 5.7%   |
| U.S. Decennial Census |      |       |        |